# Куфонисион (Ласитион)
Куфонисион (греч. Κουφονήσιον) — небольшой необитаемый греческий остров, расположенный на три морские мили к югу от мыса Гаудеро на берегу Ласитиона, южнее Крита, в Ливийском море. Остров около 6 километров в длину и 5,5 километра в ширину. Площадь острова — 5,25 км². Образует группу островов вместе с островами Макруло, Мармаро, Стронгили и Трачилос.
На острове найдены древние руины, которые могут быть датированы периодом минойской цивилизации и пост-византийской эпохи, когда некоторые из пещер были использованы в качестве часовен во время преследования христиан османами. Из-за значительного археологического интереса, который вызывает остров, его иногда называют «маленький Дилос». В античной географии остров назывался Левка (др.-греч. Λευκή «белый»).
В течение лета остров посещает множество туристов из порта Макри-Ялос, который находится на расстоянии 18 километров от Куфонисион.
На острове обнаружены римские руины, включающие в себя древнеримский амфитеатр, рассчитанный на 1000 человек, храм, виллу с восемью комнатами и несколько хижин (предположительно рыбацких). Также в храме находятся обломки статуй римских божеств.
Также на острове находится маяк, который подвергался бомбардировке во время II Мировой войны.

## Население
| Год  | Население, человек |
| ---- | ------------------ |
| 1991 | 0                  |
| 2001 | 0                  |
| 2011 | 0                  |